# اوا اندیال
اِوا آندْیال (مجاری: Angyal Éva؛ زادهٔ ۱۸ آوریل ۱۹۵۵) بازیکن هندبال اهل مجارستان است.
از باشگاه‌هایی که در آن بازی کرده‌است می‌توان به باشگاه ورزشی واشاش اشاره کرد.